# Stolpe auf Usedom
Pour les articles homonymes, voir Stolpe.
Stolpe auf Usedom est une municipalité allemande du land de Mecklembourg-Poméranie-Occidentale et l'arrondissement de Poméranie-Occidentale-Greifswald.